# Саллух, Фаузи
Фаузи Саллух (араб. فوزي صلوخ‎; род. 1931, д. Камматье, Горный Ливан) — ливанский политик и дипломат, шиит. С 1960 года он служил в системе дипломатической службы Ливана (работал в Либерии, Сьерра-Леоне, Нигерии, Алжире, Австрии, Бельгии), в 1998 году стал главным директором Исламского университета в Ливане, а в 2005 году — министром иностранных дел и диаспоры Ливана (оставался на этой должности до 2009 года). По мнению экспертов, Саллух — сторонник «Хезболлы», хотя и не является членом самого движения.

## Биография

### Ранние годы
Фаузи Саллух родился в 1931 году в Ливане — в деревне Камматье района Алей в провинции Горный Ливан. Он получил начальное образование в школе Нахда («арабское возрождение») при мусульманском монашеском ордене в сирийском городе Алеппо (Халеб), а среднее образование — в Национальном университете города Алей, который окончил в 1950 году. В 1954 году Саллух окончил Американский университет в Бейруте и получил степень бакалавра политических наук. После этого с 1955 по 1957 годы он преподавал историю и географию в деревне Сук эль-Гарб в Горном Ливане. В 1957 году Саллух стал руководителем отдела общественных отношений в бейрутском филиале компании Franklin Corporation for printing and publishing (Franklin Publishing).

### Начало карьеры
С 1960 года Саллух начал работать в системе дипломатической службы Ливана. В 1962 году он был назначен поверенным в делах Ливана в Либерии, в 1964 году стал главой миссии в Сьерра-Леоне. В 1971 году Саллух вернулся в Бейрут и до 1978 года занимал должности в Министерстве иностранных дел и иммигрантов. В 1978 году он был назначен послом Ливана в Нигерии, в 1985 году — послом в Алжире, а в 1987 году возглавил отдел экономических отношений в Министерстве иностранных дел и иммигрантов. В 1989 году Саллух был политическим советником президента Высшего шиитского совета имама Мухаммеда Махди Шамседдина и бывшего спикера ливанского парламента Аделя Усаряна в Комитете шести Лиги арабских государств, во время работы которого были приняты Таифские соглашения, положившие конец гражданской войне в Ливане.
В 1990 году Саллух был назначен на должности посла в Австрии, представителя Ливана в ООН и Международном агентстве по атомной энергии. В 1994 году из Вены он переехал в Брюссель, где до 1995 года занимал должности посла в Бельгии и Люксембурге и представителя Ливана в Евросоюзе. В 1998 году Саллух стал главным директором Исламского университета в Ливане.

### Министр иностранных дел
Летом 2005 года шиит Саллух получил пост министра иностранных дел и диаспоры Ливана в правительстве Фуада Синьоры. По мнению экспертов, Саллух — сторонник «Хезболлы», хотя и не является членом самого движения. В ноябре 2005 года он поддержал требование движения о контроле Ливана над находящимися на границе с Израилем фермами Шебаа, которое стало поводом для нападения «Хезболлы» на Армию обороны Израиля.
В июле 2006 года, после начала очередного ливано-израильского конфликта, спровоцированного «Хезболлой», похитившей двух солдат Армии обороны Израиля, Саллух обвинил Израиль в агрессии, выступил против идеи разоружить «Хезболлу» и за прекращение огня. Он также предложил обменять израильских солдат на ливанских заключённых, находившихся в израильских тюрьмах, вернуть Ливану фермы Шебаа и рассекретить израильские карты минных полей, расположенных вдоль границы. Накануне обсуждения в Совете безопасности ООН американо-французского плана разрешения конфликта (в итоге принятого и приведшего к окончанию войны) Саллух выступал против отдельных его пунктов, предписывавших немедленное прекращение огня со стороны «Хезболлы».
11 ноября 2006 года после безуспешных попыток создания правительства национального единства пять шиитских министров, включая Саллуха, заявили о том, что они покидают правительство Синьоры, однако премьер-министр отказался принять их отставку. В 2007 году неоднократно сообщалось об отсутствии Саллуха (и других шиитских министров) на заседаниях правительства. Тем не менее, Саллух принял участие в саммите арабских государств в марте 2007 года, где он представлял точку зрения президента страны Эмиля Лахуда. При этом точку зрения действующего правительства представляла другая делегация, включавшая, в частности, исполняющего обязанности министра иностранных дел Тарека Митри.
Ещё большую активность Саллух стал проявлять в конце лета 2007 года. В августе он отказался встречать государственного секретаря США Кондолизу Райс, которая была вынуждена дожидаться появления премьер-министра Синьоры. Тогда же он объявил о новых назначениях в министерстве иностранных дел, проигнорировав назначения на те же должности, сделанные Митри. При этом Саллух продолжал отказываться представлять ливанское правительство, заявляя о его нелегитимности.
В сентябре 2007 года пресса сообщала об участии Саллуха в работе Генеральной ассамблеи ООН в Нью-Йорке, где он встречался с представителями Палестины и Кувейта. В ноябре Саллух встречался в качестве министра иностранных дел с генеральным секретарем ООН Пан Ги Муном в Бейруте.
В марте 2008 года Сирия пригласила ливанского премьер-министра Синьору в Дамаск на сессию Лиги арабских государств, но сделала это через Саллуха. Это было расценено как неуважение со стороны сирийских властей, в результате чего Ливан отказался участвовать в сессии.
Новое обострение противостояния правительства и исламистской оппозиции произошло в мае 2008 года, когда правительство закрыло коммуникационную сеть «Хезболлы». Саллух заявил, что такие действия правительства подчеркивают его нелегитимность.
Конфликт между Синьорой и исламистами завершился в июле 2008 года созданием правительства национального единства, в которое вошел в качестве министра иностранных дел и Саллух. Вскоре после этого Ливан стал восстанавливать свои отношения с ранее воспринимавшимися враждебно Ираном и Сирией. В августе 2008 года было достигнуто соглашение об установлении между Ливаном и Сирией дипломатических отношений; в октябре того же года было официально объявлено о восстановлении отношений между двумя странами.
В июне 2009 года в Ливане прошли парламентские выборы, победу на которых одержал прозападный блок. В ноябре того же года лидер парламентского большинства Саад Харири сформировал новое правительство, в которое Саллух не вошел.

## Личная жизнь
Саллух женат, имеет троих детей. Он автор нескольких книг на арабском языке, был награждён многочисленными орденами и медалями.